# Sint-Jan de Doperkerk (Arnhem)
De Sint-Jan de Doperkerk, of de Sint-Janskerk, is een rooms-katholieke kerk in de Nederlandse stad Arnhem.
De kerk is vernoemd naar Johannes de Doper. Hij staat in de wijk Klarendal en werd gebouwd in de jaren 1894-1895, naar een ontwerp van architect Alfred Tepe. Het is een driebeukige hallenkerk in neogotische stijl. Het middenschip en de beide zijbeuken tellen zes traveeën. Aan de zuidelijke gevel staat een kleine achthoekige traptoren. De kerkinventaris werd grotendeels gemaakt door F.W. Mengelberg. Enkele beelden zijn afkomstig uit het atelier van J.P. Maas. De oorspronkelijke glas-in-loodramen, gefabriceerd door de firma Geuer uit Utrecht, gingen in de Tweede Wereldoorlog verloren. Op 17 mei 1895 werd de Jan de Doperkerk officieel geconsacreerd.
De kerk is circa 20 jaar na de Sint-Martinuskerk gerealiseerd. Arnhem was in die tijd een snel groeiende stad en de wijk Klarendal kende een hoog aantal katholieken. De nieuwe Sint-Martinuskerk werd daarom al snel te klein, waardoor de pastoors een commissie oprichtten voor een nieuwe kerk. Middels ontvangen gelden uit collectes kon grond worden aangekocht aan de Hoflaan en in 1895 was de kerk gereed. De kerk werd wel een stuk eenvoudiger dan de Sint-Martinuskerk. Een jaar na de ingebruikname werd naast de kerk een pastorie gebouwd.
Wegens teruglopend kerkbezoek werd de Sint-Janskerk op 25 september 2011 aan de eredienst onttrokken. Het kerkgebouw is een rijksmonument en zal niet worden afgebroken. Een jaar later werd bekendgemaakt dat de eigenaar van de kerk, het aartsbisdom Utrecht, de kerk verkocht aan een organisatie die een urnenmuur wil gaan creëren.